# Étang Long de Courbière

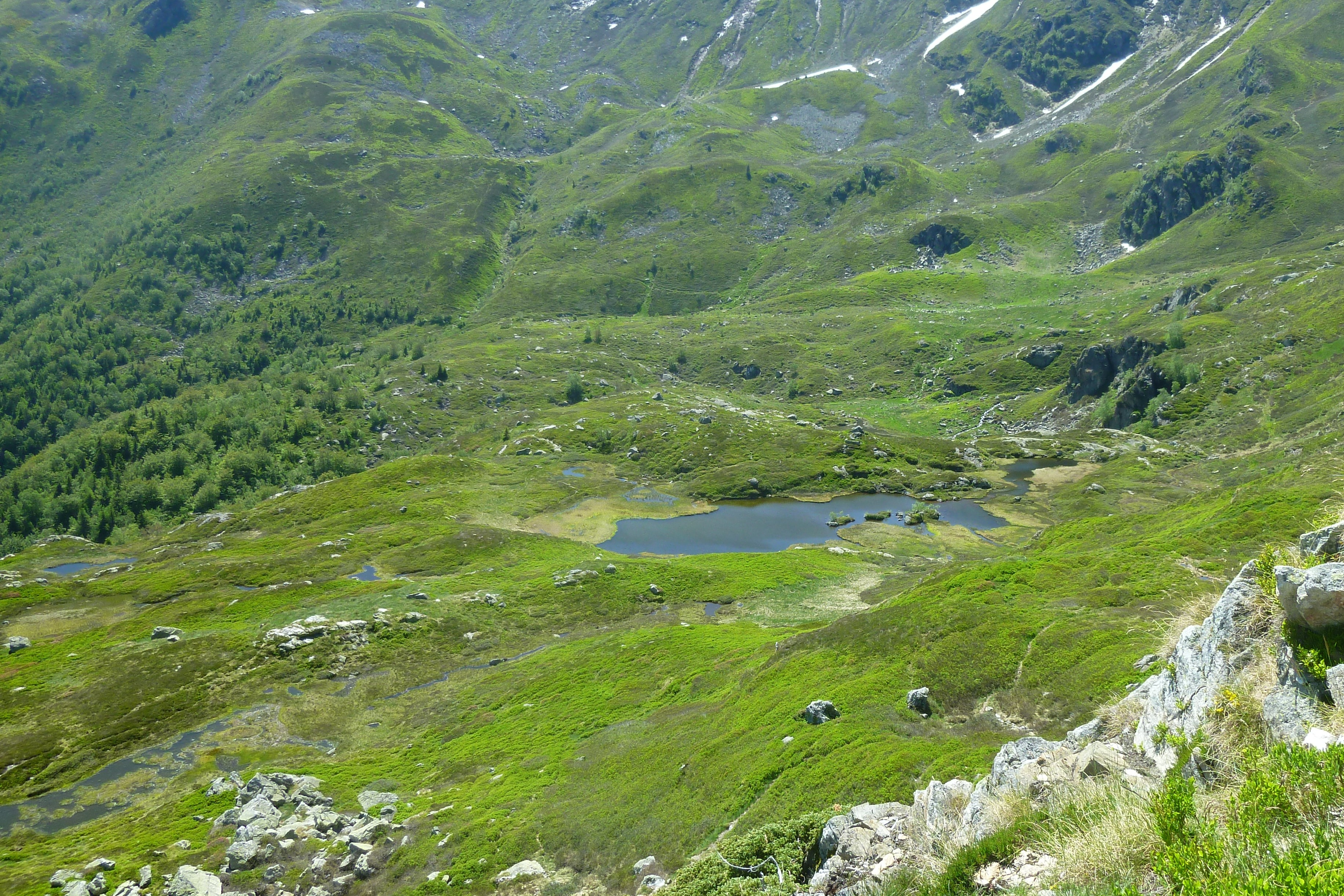
L'Étang des Rives, voisin de l'Étang Long de Courbière

L'étang Long est un lac d'origine glaciaire des Pyrénées françaises situé à l'ouest des communes de Gourbit et Rabat-les-Trois-Seigneurs dans le département de l'Ariège, en région Occitanie.

## Toponymie
Le qualificatif de long vient de son étroitesse comparée à sa longueur. Un étang long se trouve à proximité du mont Valier et à Auzat existe en altitude l'étang long de Bassiès.

## Géographie
Dans la haute vallée de la Courbière, l'étang se trouve au pied du versant nord-est du pic de Peyroutet, et à l'est du Pic des Trois Seigneurs. L'étang long de Courbière est situé dans le périmètre du parc naturel régional des Pyrénées ariégeoises à une altitude de 1 785 mètres.

## Faune
Ce lac très accessible est un site prisé par les pêcheurs. On y observe truites fario et vairons.

## Voies d'accès

### Accès routier
Accès au départ de la randonnée pédestre : depuis Rabat-les-Trois-Seigneurs, par la D223, il faut emprunter la route goudronnée en direction du hameau de la Freyte jusqu'à son terme, situé au Pla-du-Ressec.

### Randonnée
Ce site est très fréquenté en été.